# Dalcahue
Dalcahue is een gemeente in de Chileense provincie Chiloé in de regio Los Lagos. Dalcahue telde 13.762 inwoners in 2017.